# Rifugio Silvio Lepanto
Il rifugio Silvio Lepanto è un rifugio delle Alpi Liguri che si trova sul versante sud-est del monte Gray (2.014 m).

## Collocazione
Il rifugio si trova non lontano dal confine con la Francia e dallo spartiacque tra val Roia, val Nervia e valle Argentina.
Occupa parte di un'ex caserma militare ed è incustodito.

## Gestione
È di proprietà del CAI sezione Ventimiglia che lo gestisce.

## Escursionismo
È possibile raggiungere il rifugio da Saorgio (F), Pigna (I) e Molini di Triora (I).
Nella zona si incrociano e dipartono numerosi sentieri escursionistici, tra cui l'alta via dei Monti Liguri.